# Stazione di Saliceto
La stazione di Saliceto è una fermata ferroviaria posta sulla linea Torino-Savona a servizio del comune di Saliceto, in provincia di Cuneo.
Essa disponeva di un secondo binario, utilizzato per eventuali incroci tra i treni. Presenziata sino al 2009 è stata trasformata in fermata con la definitiva dismissione dell'apparato di manovra, ora esposto al "Museo Ferroviario Piemontese" di Savigliano.
Nei pressi del fabbricato viaggiatori è tuttora presente il magazzino che serviva l'ex scalo merci, con annesso piano caricatore,inutilizzato ma ancora in discrete condizioni.

## Movimento
La fermata è servita, in media, giornalmente da 15 treni regionali operati da Trenitalia nell'ambito del contratto di servizio stipulato con la Regione Piemonte, nonché da un treno regionale veloce della relazione Torino Porta Nuova-Savona.
I treni che fermano a Saliceto hanno destinazione:
- Savona
- San Giuseppe di Cairo
- Fossano.

## Servizi
Completamente impresenziata e senza alcuna servizio per l'utenza, la piccola fermata dispone solo di un'obbliteratrice, del classico tabellone con gli orari dei treni e di una piccola pensilina con annessa panchina che svolge il ruolo di sala d'attesa.
La fermata dispone di:
- Sala d'attesa
- Annunci sonori per arrivi e partenze treni

La stazione è classificata da RFI nella categoria bronze.